# Бабенхаузен (Гессен)
Бабенхаузен (нем. Babenhausen) — город в Германии, в земле Гессен. Подчинён административному округу Дармштадт. Входит в состав района Дармштадт-Дибург. Население составляет 15 958 человек (на 31 декабря 2010 года). Занимает площадь 66,87 км². Официальный код — 06 4 32 002.
Город подразделяется на 6 городских районов.
Бабенхаузен известен с XIII века.